# 钟乳石

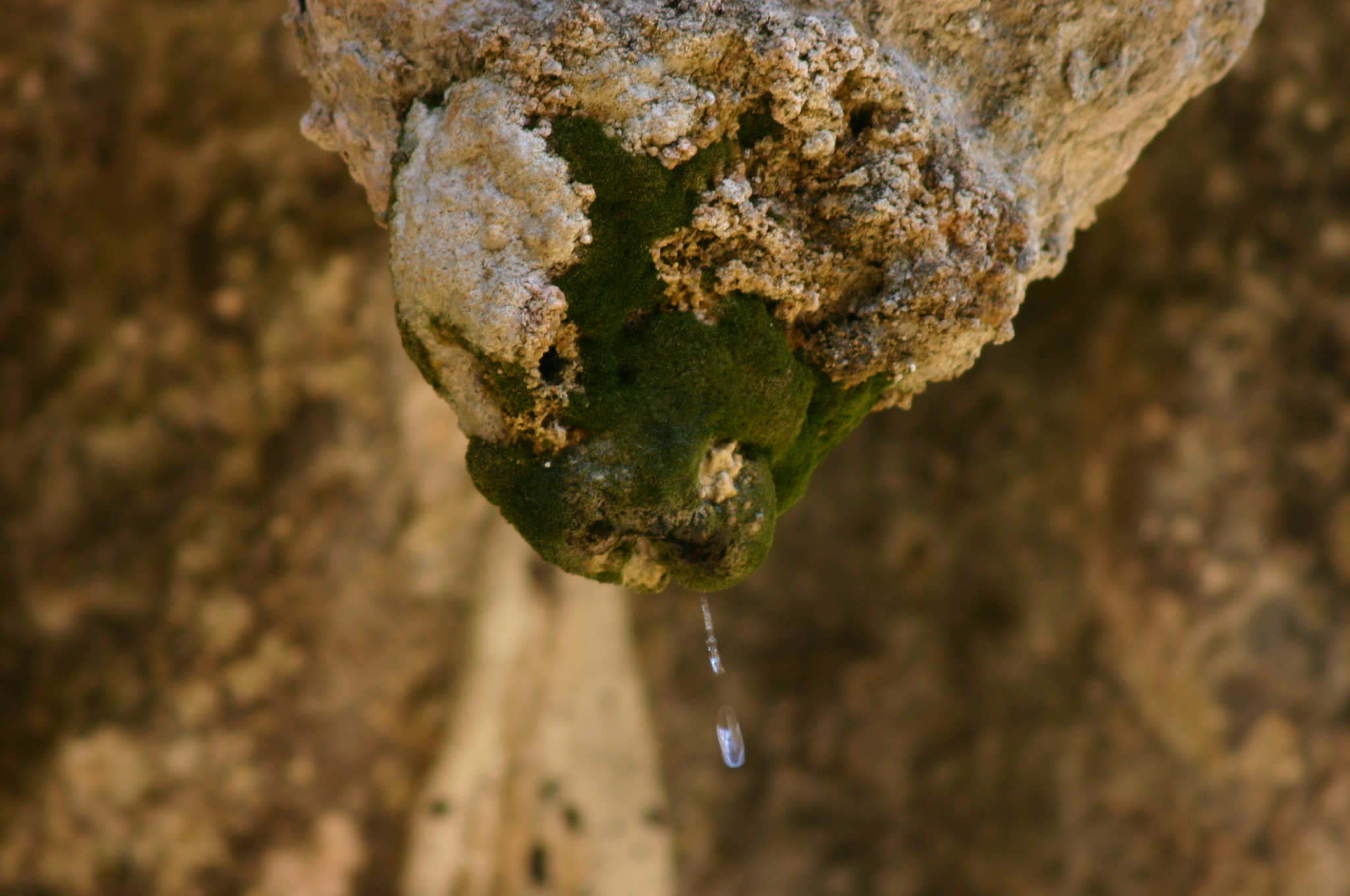
一滴水正從鐘乳石的中央通道滴出

鐘乳石（英語：Stalactite）為岩溶生成物，是指碳酸盐岩地区洞穴内，在漫长地质历史中和特定地质条件下形成的钟乳石、石笋、石柱等不同形态碳酸钙沉淀物。鐘乳石是滴水石的一種。由于形成时间漫长，钟乳石对远古地质考察有着重要的研究价值。由鐘乳石形成的洞穴可稱之為鐘乳洞。

## 形成和种类
钟乳石由碳酸钙和其他矿物质的沉积形成。石灰石是一种碳酸钙岩石，被含有二氧化碳的水分解后，生成碳酸氢钙溶液。这个反应的化学方程式为：
CaCO
3(s) + H
2O
(l) + CO
2(aq) → Ca(HCO
3)
2(aq)
水溶液顺岩石而下，直到抵达边缘。如果岩石在洞穴顶部，水将滴下。当溶液和空气接触，产生逆向的化学反应，碳酸钙被沉淀出来。逆向的化学方程式为：
Ca(HCO
3)
2(aq) → CaCO
3(s) + H
2O
(l) + CO
2(aq)
钟乳石每年平均增长率为0.13毫米。快速增长的钟乳石的水溶液中往往富含碳酸钙和二氧化碳，并且流动很快，这种钟乳石每年可以增长3毫米。
所有的钟乳石都是由开始于一滴载有矿物的水滴。当水滴落下，留下了很薄的一点方解石圈。接下来的水滴继续留下新的方解石圈。最终，这些方解石圈形成非常细（0.5毫米）的中空的管子，俗称“苏打管”。苏打管可以长得很长，但是非常脆弱。如果它们因为碎片被堵住，水将从外面流过，沉淀出更多的方解石，形成锥形的钟乳石。同样 ，落下的水滴在到达地面后沉淀出更多的方解石，最终形成圆形或圆锥形石笋。与钟乳石不同的是，石笋形成的过程中没有中空的“苏打管”这一步骤。如果时间足够长，钟乳石和石笋将融合在一起，成为石柱。